# ZAGI A-8
Der ZAGI A-8 (russisch ЦАГИ А-8) war ein sowjetischer Tragschrauber. Er entstand 1934 in zwei Exemplaren als Weiterentwicklung des ZAGI A-6.

## Geschichte
W. A. Kusnezow entwickelte den A-8 als direkten Nachfolger des A-6, modifizierte ihn aber grundlegend. Die Tragflächen erhielten in Höhe der Fahrwerksaufhängung einen Knick mit 5°-V-Stellung. Die nach oben abgewinkelten Außentragflächen der früheren ZAGI-Tragschrauber waren weggelassen worden. Das Fahrwerk wurde mit ölpneumatischen Stoßdämpfern (den ersten, die in der Sowjetunion entwickelt wurden) ausgestattet. Auffallendste Änderung war jedoch der verstellbare Rotorwinkel, der es ermöglichte, durch Neigungsänderung des Rotors die Steuerung des Tragschraubers zu unterstützen.
Von der A-8 entstand zeitgleich noch ein zweites Exemplar, welches mit einem V-Leitwerk ausgerüstet, aber ansonsten baugleich war. Es verfügte über etwas bessere Leistungsparameter (höhere Startmasse, bessere Mindest- und Höchstgeschwindigkeit) als das Modell mit Normalleitwerk.
Am 29. Juni 1934 wurde der Erstflug durch S. A. Korsinschtschikow durchgeführt. Die Steuerung über den verstellbaren Rotorkopf ergab keine Probleme und erwies sich als effektiver als über die normalen Höhen- und Seitenruder. Durch diese Neuerung konnten bei den nachfolgenden Modellen die Stummelflügel weggelassen werden. Die nächste Konstruktion Kusnezows, der ZAGI A-14 von 1935, war daher außer einem abgestrebten Höhenleitwerk gänzlich flügellos.
Am 18. August 1934 wurde der A-8 auf der 2. Luftparade in Tuschino öffentlich vorgeführt.

## Technische Daten
Die in Klammern angegebenen Werte beziehen sich auf den A-8 mit V-Leitwerk
| ZAGI A-8               | ЦАГИ А-8                                              |
| ---------------------- | ----------------------------------------------------- |
| Hersteller             | ZAGI                                                  |
| Konstrukteur(e)        | W. A. Kusnezow                                        |
| Besatzung              | 2                                                     |
| Rotorkreisdurchmesser  | 11 m                                                  |
| Rotordrehzahl          | 187/min                                               |
| Spannweite             | 6,5 m ohne Rotor                                      |
| Länge                  | 6,17 m ohne Rotor                                     |
| Höhe                   | 3,2 m                                                 |
| Flügelfläche           | 5,9 m² (5,8 m²)                                       |
| Leermasse              | 595 kg (620 kg)                                       |
| Startmasse             | 837 kg (860 kg)                                       |
| Antrieb                | ein luftgekühlter 5-Zylinder-Sternmotor Schwezow M-11 |
| Startleistung          | 73,5 kW (100 PS)                                      |
| Höchstgeschwindigkeit  | 142 km/h (147 km/h)                                   |
| Mindestgeschwindigkeit | 48 km/h (45 km/h)                                     |
| Steigzeit              | 20 min auf 3000 m Höhe                                |
| Gipfelhöhe             | 2260 m                                                |
| Flugdauer              | 2,5 h                                                 |
| Startstrecke           | 40–50 m                                               |